# 淞沪商埠督办公署
淞沪商埠督办公署是中华民国前期上海市的最高行政机关，其筹备工作可回溯至民国13年，孙传芳拟划上海县城区、宝山县吴淞镇及附近地区为淞沪特别市区，民国14年，奉军南下，江苏省省长韩国钧宣布上海为特别市，直隶中央政府，但随后孙传芳驱逐奉军，重新占据上海，并于民国15年5月在龙华设立淞沪商埠督办公署，孙传芳出任淞沪商埠督办。民国16年3月21日，白崇禧占领龙华，接收公署，公署于29日上海特别市临时市政府就职典礼之日起撤销。

## 主要官员
- 总办：丁文江（1926年）
- 督办：孙传芳（至民国16年3月13日）、吴光新（民国16年3月13日~3月29日兼任）